# Firmin Onissah
Firmin Onissah, né le 11 mars 1946, est un joueur français de basket-ball.

## Biographie
Firmin Onissah joue pour l'équipe de France en 1973, participant au Championnat d'Europe où les Bleus terminent dixièmes.